# Сянъинь
Сянъи́нь (кит. упр. 湘阴, пиньинь Xiāngyīn, буквально: «с «иньской» стороны реки Сяншуй») — уезд городского округа Юэян провинции Хунань (КНР). 

## История
Уезд был образован в 474 году во времена южной империи Сун. Во времена империи Тан в 706 году восточная часть уезда была выделена в отдельный уезд Чанцзян. Во времена монгольской империи Юань он был поднят в статусе, став Сянъиньской областью (湘阴州), но после свержения власти монголов и основания империи Мин область вновь была понижена в статусе до уезда.
После образования КНР в 1949 году был создан Специальный район Чанша (长沙专区), и уезд вошёл в его состав. В 1952 году Специальный район Чанша был переименован в Специальный район Сянтань (湘潭专区). 
В 1964 году был образован Специальный район Юэян (岳阳专区), и уезд перешёл в его состав. В 1966 году восточная часть уезда была выделена в отдельный уезд Мило. В 1970 году Специальный район Юэян был переименован в Округ Юэян (岳阳地区). 
Постановлением Госсовета КНР от 8 февраля 1983 года округ Юэян был расформирован, и уезд перешёл в подчинение властям Чанша, но уже 13 июля 1983 года ситуация была отыграна обратно.
Постановлением Госсовета КНР от 27 января 1986 года город Юэян и округ Юэян были объединены в городской округ Юэян.

## Административное деление
Уезд делится на 10 посёлков и 4 волости.